# Schönkirchové
Schönkirchové, také ze Schönkirchenu byl starý rakouský šlechtický rod, který se po Třicetileté válce rozšířil také do Čech a na Moravu. Česká větev rodu dosáhla povýšení do hraběcího stavu roku 1716. Schönkirchové po meči vymřeli kolem poloviny 19. století.

## Historie
Rod byl doložen od 14. století pod jménem Steinbach, k jeho přejmenování došlo v 16. století po získání dolnorakouského panství Schönkirchen a s ním souvisejícím povýšením do panského stavu. Na Moravě se jeho příslušníci usadili po Třicetileté válce v osobě Johanna Albrechta ze Schönkirchenu a jeho manželky Kláry, rozené Unterholzerové z Kranichbergu († 1681). Ta zakoupila roku 1649 Kostelní Vydří a její manžel roku 1660 koupil panství Prakšice, které týž rok zase prodal.
Ve východních Čechách v téže době Terezie Markéta Schönkirchová, rozená Kurzová ze Senftenau, zakoupila Choceň a do roku 1674 také Dobříkov u Vysokého Mýta a Jílové u Turnova.

### Osobnosti
- Významného postavení dosáhl František Josef ze Schönkirchu a Angeru († 1733), rada České komory a hejtman Žateckého kraje, povýšený roku 1718 do hraběcího stavu. Vlastnil Podbořanský Rohozec a Letov u Podbořan. V Praze na místě čtyř domů založil Schönkirchovský palác čp. 135/II v Mikulandské ulici 7,[1] dostavěný až za jeho potomků. Jeho manželka Karolína, rozená z Eben-Brunnu, zdědila statek Široké Třebčice u Podbořan, kde dala postavit barokní zámek.
- Dobročinností se proslavila hraběnka Karolina Justina Schönkirchová, která roku 1746 založila dům řeholních sester alžbětinek se špitálem v Kadani a spolufinancovala také dostavbu kláštera se špitálem alžbětinek, podle projektu Kiliána Ignáce Dienzenhofera v Praze Na Slupi.